# Rääpisjärvi
Rääpisjärvi är en sjö i Finland. Den ligger i kommunen Enare i landskapet Lappland, i den norra delen av landet, 1 000 km norr om huvudstaden Helsingfors. Rääpisjärvi ligger 265,1 meter över havet. Arean är 30 hektar och strandlinjen är 3,16 kilometer lång. Sjön  ingår i Pasvik älvs huvudavrinningsområde. 